# Ingeborg-Bachmann-Preis 2016

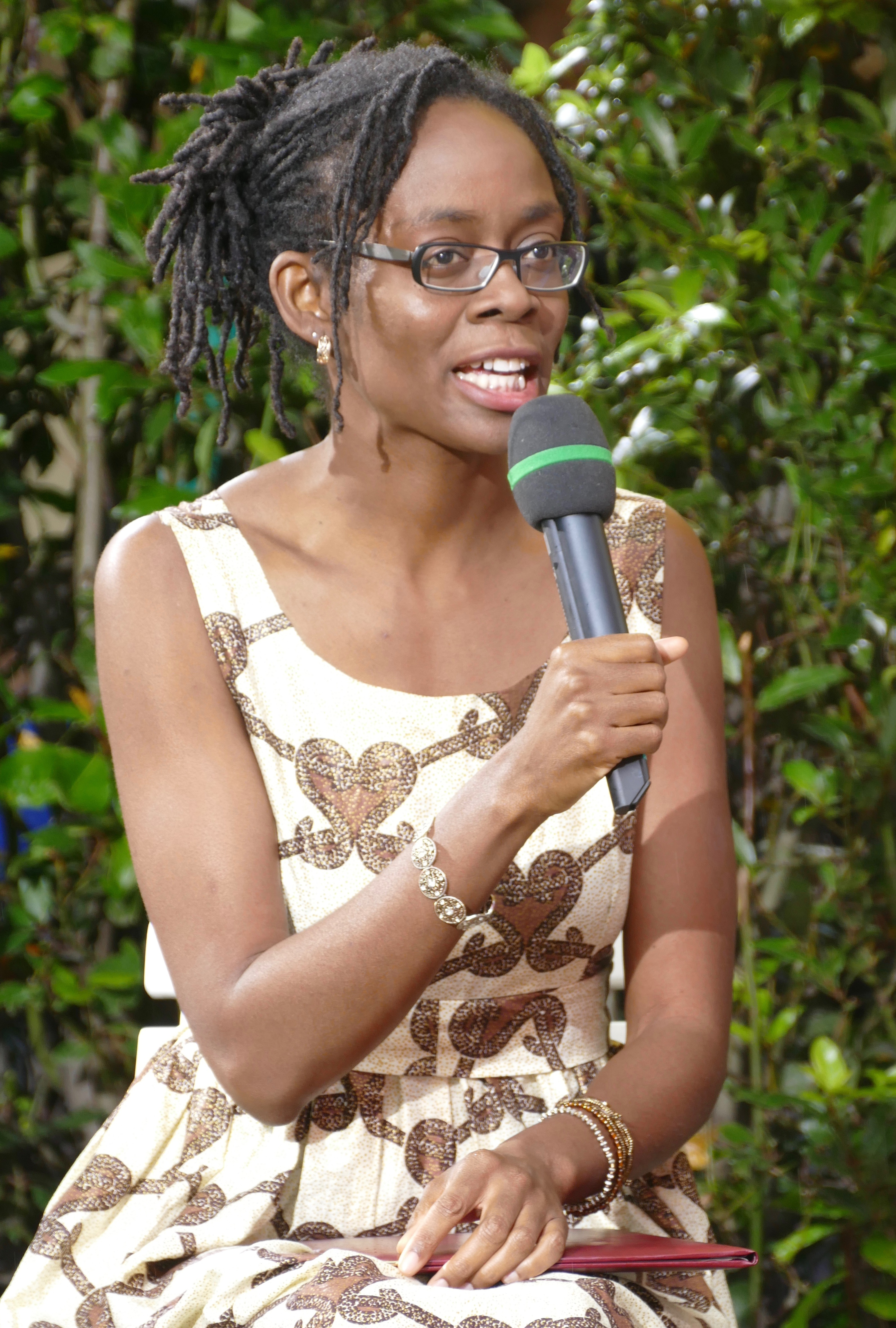
Sharon Dodua Otoo beim Interview im Garten des ORF-Theaters nach dem Gewinn des Bachmannpreises 2016

Der Ingeborg-Bachmann-Preis 2016 ist der 40. Wettbewerb um den Literaturpreis im Rahmen der Tage der deutschsprachigen Literatur. Die Veranstaltung fand vom 29. Juni bis zum 3. Juli 2016 im Klagenfurter ORF-Theater des Landesstudios Kärnten statt. Am 24. Mai 2016 wurden die eingeladenen Autoren bekanntgegeben.

## Autoren

### Erster Lesetag
- Stefanie Sargnagel (* 1986), Penne vom Kika, eingeladen von Sandra Kegel
- Sascha Macht (* 1986), Das alte Lied von Señor Magma, eingeladen von Hildegard E. Keller
- Marko Dinić (* 1988), Als nach Milošević das Wasser kam, eingeladen von Klaus Kastberger
- Bastian Schneider (* 1981), MEZZANIN, eingeladen von Stefan Gmünder
- Selim Özdoğan (* 1971), Ein geheimer Akkord, eingeladen von Stefan Gmünder[3][4]

### Zweiter Lesetag
- Julia Wolf (* 1980), Walter Nowak bleibt liegen, eingeladen von Hubert Winkels
- Jan Snela (* 1980), Araber und Schakale, eingeladen von Meike Feßmann
- Isabelle Lehn (* 1979), Binde zwei Vögel zusammen, eingeladen von Meike Feßmann
- Tomer Gardi (* 1974), unbetitelter Text, eingeladen von Klaus Kastberger
- Sylvie Schenk (* 1944), Schnell, dein Leben, eingeladen von Hubert Winkels[5][6]

### Dritter Lesetag
- Ada Dorian (* 1981), Betrunkene Bäume, eingeladen von Hildegard E. Keller
- Sharon Dodua Otoo (* 1972), Herr Gröttrup setzt sich hin, eingeladen von Sandra Kegel
- Astrid Sozio (* 1979), Das verlassenste Land, eingeladen von Juri Steiner
- Dieter Zwicky (* 1957), Los Alamos ist winzig, eingeladen von Juri Steiner[7][8][9]

## Juroren
- Meike Feßmann
- Stefan Gmünder
- Klaus Kastberger
- Sandra Kegel
- Hildegard Elisabeth Keller
- Juri Steiner
- Hubert Winkels (Juryvorsitz)

## Preise
- Ingeborg-Bachmann-Preis (dotiert mit 25.000 Euro): Sharon Dodua Otoo
- Kelag-Preis (dotiert mit 10.000 Euro): Dieter Zwicky
- 3sat-Preis (dotiert mit 7.500 Euro): Julia Wolf
- BKS-Bank-Publikumspreis (dotiert mit 7.000 Euro): Stefanie Sargnagel
- Stadtschreiber-Stipendium der Stadt Klagenfurt (5.000 Euro; gekoppelt an den Publikumspreis)[10][11]